# Elayne Arrington
Elayne Arrington Idowu (* 1940 in Pittsburgh, Pennsylvania) ist eine US-amerikanische Mathematikerin, Ingenieurin und Hochschullehrerin. Sie war die erste Afroamerikanerin und die dritte Frau, die einen Abschluss an der University of Pittsburgh School of Engineering machte, und die 17. Afroamerikanerin in den Vereinigten Staaten, die in Mathematik promovierte.

## Leben und Werk

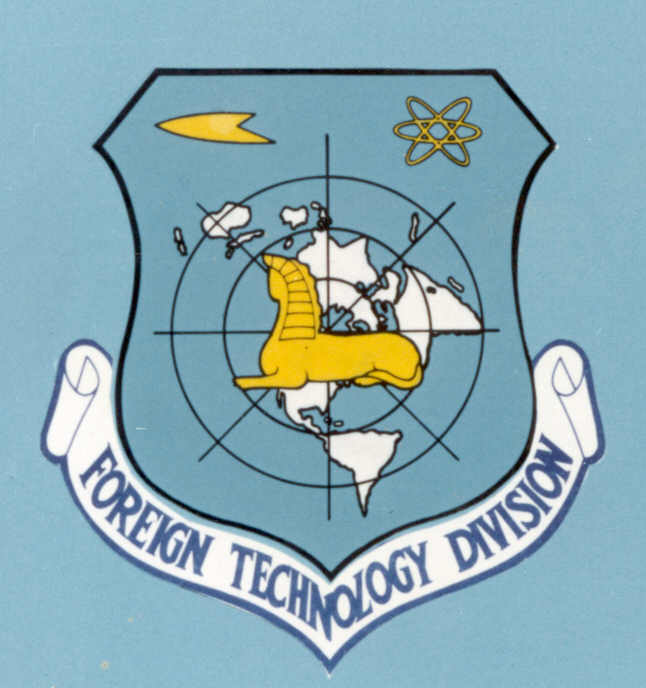
Emblem der Foreign Technology Division

Arrington wuchs in West Mifflin auf und machte 1957 ihren Abschluss als Jahrgangsbeste der Homestead High School. Als Kind eines Mitarbeiters des Stahlkonzerns erhielt sie ein Firmenstipendium an der University of Pittsburgh. Sie erfuhr aber wenige Tage später, dass das Unternehmen keine Stipendien an Frauen vergebe. Trotzdem erwarb sie 1961 ihren Bachelor of Science Abschluss als erste Afroamerikanerin in Aeronautical Engineering an der University of Pittsburgh. Anschließend arbeitete sie von 1962 bis 1970 als Luft- und Raumfahrtingenieurin in der Foreign Technology Division auf der Wright-Patterson Air Force Base. Hier führte sie Leistungsanalysen an Flugzeugen der Sowjetunion durch. 1968 erwarb sie einen Master of Science in Mathematik an der University of Dayton. Sie promovierte 1974 in Mathematik an der University of Cincinnati bei Donald Beshers Parker mit der Dissertation: The P-Frattini Subgroup of a Finite Group.
Am Department of Mathematics and Statistics der University of Pittsburgh war sie danach bis 1983 Assistenzprofessorin, dann dort bis 1996 Dozentin und ab 1996 außerordentliche Professorin. Im Alter von 72 Jahren arbeitete sie ab 2012 in Teilzeit und ging schließlich 2018 in den Ruhestand.
Sie hat mehrere Artikel über endlich lösbare Gruppen veröffentlicht und wurde mehrfach ausgezeichnet.

## Anerkennungen
- 2006: Central Region Dean of the Year, Sunday School Publishing Board der NBC
- 2007: Steel Valley Chamber of Commerce Outstanding Citizen Award
- 2007: Distinguished Alumnus Award, African American Alumni Council der University of Pittsburgh

## Veröffentlichungen (Auswahl)
- p-Saturated Formations. Israel Journal of Mathematics 30, 1978, no. 4, S. 307–312.
- p – n Groups and p – Saturated Formations. Proceedings of the Conference on Finite Groups, Univ. Utah, Park City Utah, 1975, S. 537–540. Academic Press, New York, 1976.